# Каррер д’Анкосс, Элен
Эле́н Карре́р д’Анко́сс (фр. Hélène Carrère d’Encausse), при рождении Элен Зурабишви́ли (фр. Hélène Zourabichvili, груз. ელენე ზურაბიშვილი); 6 июля 1929, Париж — 5 августа 2023, там же) — французский историк, политолог, и политический деятель грузинского происхождения. Член Французской академии и её Непременный секретарь с 21 октября 1999 года до своей смерти 5 августа 2023 года, Депутат Европейского парламента IV созыва (1994-1999).
Родная сестра французского композитора Николя Зурабишвили, двоюродная сестра пятого президента Грузии Саломе Зурабишвили. Сын — известный французский писатель Эмманюэль Каррер.

## Биография
Родилась в семье русско-грузинских эмигрантов, которая была разбросана по всей Европе после революции и гражданской войны. Отец — грузинский экономист и философ Георгий Зурабишвили. Со стороны отца прадедом Элен Зурабишвили был грузинский общественный деятель и предприниматель Нико Николадзе, двоюродной сестрой ей приходилась пятый президент Грузии Саломе Зурабишвили. Мать — Натали фон Пелькен. Со стороны матери среди предков Элен Зурабишвили числились и графский род Орловых (Владимир Орлов), Паниных (Виктор Панин), Пален, Веневитинов, и революционеры. Такое родство во многом предопределило её интерес к истории и политологии, чему она обучалась в Сорбонне. Впоследствии, уже будучи преподавателем, она перешла на работу в Институт политических исследований в Париже.
Каррер д’Анкосс начала заниматься советологией с 1950 года, первоначально под руководством А. А. Беннингсена. Основной сферой её интересов стала Центральная Азия.
Известность пришла к Каррер д’Анкосс после того, как в 1978 году в своей книге «Расколотая империя» она сделала прогноз распада СССР. Главной угрозой советскому строю она назвала не действия со стороны Запада, а высокую рождаемость в республиках Средней (Центральной) Азии (это предсказание частично сбылось, так как первым массовым протестом, начавшим  распад СССР, стали жестоко подавленные бунты молодёжи в Казахстане в декабре 1986 года).
Годом ранее историк, антрополог и журналист Эмманюэль Тодд опубликовал эссе «Окончательный крах», в котором сделал похожие прогнозы, указав на проблему роста детской смертности при неконтролируемом росте рождаемости.
Неоднократно приглашалась многими университетами по всему миру. В 1992 году занимала пост советника в Европейском банке реконструкции и развития, участвовала в работе комиссии по выработке принципов демократизации бывших социалистических стран.
В 1994—1999 годах была депутатом Европейского парламента от партии Объединение в поддержку республики.
Встречалась с В. Путиным. Свободно владела русским языком.
13 сентября 1990 года избрана членом Французской Академии. Заняла кресло № 14, которое до того принадлежало Жану Мистлеру.
21 октября 1999 года стала первой женщиной,избранной пожизненным секретарём Французской академии, сменив на этом посту Мориса Дрюона, подавшего в отставку.
С 25 мая 2003 года — иностранный член РАН по Отделению историко-филологических наук, с 2008 года — зарубежный почётный член Российской академии художеств.
Скончалась 5 августа 2023 года в Париже на 95-м году жизни.

## Награды
Французские
- 17 февраля 1996 года — Командор ордена литературы и искусства
- 16 декабря 1999 года — Офицер ордена Почётного легиона
- 31 декабря 2004 года — Командор ордена Почётного легиона
- 21 марта 2008 года — Великий офицер ордена Почётного легиона
- 30 декабря 2011 года — Большой крест ордена Почётного легиона[8]
- Офицер Национального ордена «За заслуги»
- Командор ордена Академических пальм

Иностранные
- 14 ноября 1998 года — орден Дружбы (Россия) — за большой вклад в укрепление дружбы между народами России и Франции[9]
- 18 ноября 1999 года — Командор ордена Культурных заслуг (Монако)[10].
- 2008 год — Большая золотая медаль имени М. В. Ломоносова РАН (Россия)
- 13 октября 2009 года — орден Почёта (Россия) — за большой вклад в развитие и укрепление дружбы и сотрудничества между Российской Федерацией и Французской Республикой[11]
- 14 ноября 2011 года — Командор со звездой ордена Заслуг перед Республикой Польша (Польша)[12]
- Командор ордена Леопольда I (Бельгия)
- Командор Национального ордена Южного Креста (Бразилия)

## Библиография

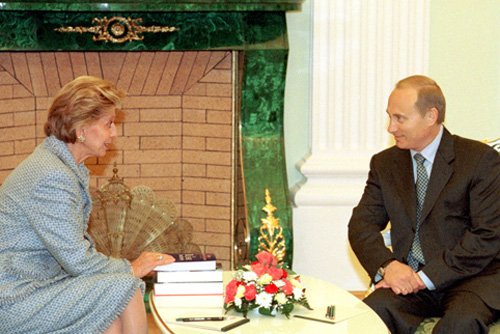
На встрече с Президентом России В. В. Путиным (1 октября 2000)

### Исследования
- L’Union Soviétique de Lénine à Staline, Édtions Richelieu, 1972, 442 pages
- L’Empire éclaté, Paris, Flammarion, 1979, 320 p.
- Le pouvoir confisqué. Gouvernants et gouvernés en URSS, Paris, Flammarion, 1980, 336 p.
- Le grand frère : l’Union soviétique et l’Europe soviétisée, Paris, Flammarion, 1983, 384 p.
- La déstalinisation commence, Paris, Complexe, 1984, 208 p.
- Ni paix ni guerre : le nouvel empire soviétique ou du bon usage de la détente, Paris, Flammarion, 1986, 396 p.
- Le grand défi : bolcheviks et nations, 1917—1930, Paris, Flammarion, 1987, 340 p.
- Le malheur russe. Essai sur le meurtre politique, Paris, Fayard, 1988, 560 p.
- La gloire des nations ou La fin de l’empire soviétique, Paris, Fayard, 1990, 492 p.
- Victorieuse Russie, Paris, Fayard, 1992, 440 p.
- L’URSS de la Révolution à la mort de Staline, 1917—1953, Paris, Seuil, 1993, 384 p.
- La Russie inachevée, Paris, Fayard, 2000, 360 p.
- L’impératrice et l’abbé : un duel littéraire inédit entre Catherine II et l’abbé Chappe d’Auteroche, Paris, Fayard, 2003, 640 p.
- Nations et Saint-Siège au XXe siècle, colloque sous la dir. d’Hélène Carrère d’Encausse, Paris, Fayard, 2003, 462 p.
- Russie, la transition manquée, coll. «Les Indispensables», Paris, Fayard, 2005, 1032 p.
- L’Empire d’Eurasie. Une histoire de la Russie de 1552 à nos jours, Paris, Fayard, 2005, 506 p.

### Биографии
- Catherine II. Un âge d’or pour la Russie, Paris, Fayard, 2002, 656 p.
- Lénine, Paris, Fayard, 1998, 698 p.
- Nicolas II, la transition interrompue, Paris, Fayard, 1996, 552 p.
- Staline, l’ordre par la terreur, Paris, Flammarion, 1979, 288 p.

### Переводы на русский язык
- Расколотая империя : Национальный бунт в СССР = Empire éclaté. / Перевела с французского Нина Ставиская. — Лондон: OPI, 1982. — 382 с. — ISBN 0-903868-37-07.
- Незавершенная Россия. — М.: Российская политическая энциклопедия, 2005. — 192 с.
- Николай Второй : Расстрелянная преемственность. — М.: ОЛМА-ПРЕСС Образование, 2006. — 480 с.
- Екатерина II. — М.: Российская политическая энциклопедия, 2006. — 448 с.
- Ленин. — М.: РОССПЭН, 2008. — 383 с. — (История сталинизма). — ISBN 978-5-8243-1015-3.
- Русская беда : Эссе о политическом убийстве, — М.: Российская политическая энциклопедия, 2009. — 528 с.
- Александр II : Весна России. — М.: Российская политическая энциклопедия, 2010. — 416 с.
- Евразийская империя : История Российской империи с 1552 г. до наших дней. — М.: Российская политическая энциклопедия, 2010. — 432 с.
- Генерал де Голль и Россия = Le Général de Gaulle et la Russie. — М.: Политическая энциклопедия, 2019. — 199 с. — ISBN 978-5-8243-2317-7.
- Александра Коллонтай : Валькирия революции = Alexandra Kollontaï, la walkyrie de la Révolution : Пер. с фр. — М.: Политическая энциклопедия, 2022. — 287 с.